# Wilhelm von Wedell
Wilhelm Felix Heinrich Magnus von Wedell (* 16. Januar 1801 in Piesdorf; † 22. Juli 1866 ebenda) war ein preußischer Oberpräsident.

## Leben
Wilhelm von Wedell stammte aus der uradligen Familie von Wedel (Wedell) und war der älteste von drei Söhnen des Gottlob Heinrich Magnus von Wedell (1769–1831), Gutsherr auf Piesdorf. Als Student in Halle (Saale) wurde Wedell vor 1827 Mitglied des Corps Saxonia Halle. Nach Jahren als Ministerialdirektor im preußischen Innenministerium wurde er 1844 zum Oberpräsidenten der Provinz Sachsen ernannt. Anschließend war er als Nachfolger von Friedrich Theodor von Merckel ab Mai 1845 Oberpräsident der Provinz Schlesien und zugleich Regierungspräsident des Regierungsbezirks Breslau. Er wurde allerdings im März 1848 seines Amtes enthoben, da es ihm schon seit Amtsantritt nicht gelungen war, im Sinne der preußischen Regierung gegen die Reformbewegung (Vormärz) einzuschreiten, die schließlich in die Deutsche Revolution 1848/1849 mündete. Außerdem hatte er in den Augen des Königs völlig versagt, weshalb es durch die Missernten der Vorjahre zur Hungersnot und schließlich zu Protesten der Landbevölkerung gekommen war. Wedell hatte sich sogar gezwungen gesehen, am 19. März 1848 Breslau fluchtartig zu verlassen und nach Berlin zu gehen, wo man ihn gleich ablöste. 1856 wurde er auf Präsentation des Verbandes des Pommerschen Schlossgesessenen Geschlechts von Wedel in das Preußische Herrenhaus berufen, dem er bis zu seinem Tod angehörte.

## Familie
Wedell heiratete Elisabeth von Moeller, die Tochter des 1805 in den preußischen Adelsstand erhobenen und in Minden tätigen Regierungsmedizinalrats Dr. med. Friedrich Wilhelm von Moeller (1758–1842), Hofrat und Leibarzt sowie Besitzer der Domäne Schlüsselburg (Weser), und der Friederike Woermann (1775–1857). Elisabeths Bruder war der preußische Oberpräsident Eduard von Moeller (1814–1880).